# The Roses (filme)
The Roses (bra: Os Roses: Até Que a Morte os Separe; prt: Um Casal (Im)perfeito) é um futuro filme satírico de comédia de humor ácido dirigido por Jay Roach a partir de um roteiro de Tony McNamara. É baseado no romance de 1981 The War of the Roses, de Warren Adler, e um remake do filme de mesmo nome de 1989. O filme é estrelado por Benedict Cumberbatch, Olivia Colman, Andy Samberg e Kate McKinnon.
The Roses será lançado nos Estados Unidos pela Searchlight Pictures em 29 de agosto de 2025. No Brasil e em Portugal, o filme será lançado em 28 de agosto do mesmo ano.

## Elenco
- Benedict Cumberbatch como Theo Rose
- Olivia Colman como Ivy Rose
- Andy Samberg como Barry
- Kate McKinnon como Amy
- Allison Janney como Eleanor
- Belinda Bromilow como Janice
- Sunita Mani
- Ncuti Gatwa
- Jamie Demetriou
- Zoë Chao
- Hala Finley
- Akie Kotabe

## Produção
Em abril de 2024, foi anunciado que Benedict Cumberbatch e Olivia Colman estrelariam e produziriam um remake do filme The War of The Roses de 1989, com Jay Roach na direção e Tony McNamara escrevendo o roteiro. Em junho do mesmo ano, Kate McKinnon e Andy Samberg estavam entre as várias adições feitas ao elenco.
As filmagens começaram em 10 de junho de 2024 em Devon.

## Lançamento
The Roses será lançado nos Estados Unidos pela Searchlight Pictures em 29 de agosto de 2025. No Brasil e em Portugal, o filme será lançado em 28 de agosto do mesmo ano.

## Links externos
- The Roses. no IMDb.